# 이길연
이길연(李吉蓮, 1950년 11월 20일 ~ )은 대한민국의 제8대 서울특별시 도봉구의원이다.

## 학력
- 성암국제무역고등학교 졸업

## 경력
- 민주평화통일자문회의 자문위원회 위원
- 더불어민주당 서울특별시 도봉구 갑 지역위원회 여성위원장
- 2018.07 ~ 2019.03 제8대 서울특별시 도봉구의회 의원
- 2018.07 ~ 2019.03 제8대 서울특별시 도봉구의회 전반기 복지건설위원회 부위원장
- 2019.03 ~ 2020.07 제8대 서울특별시 도봉구의회 전반기 복지건설위원회 위원장
- 2020.07 ~ 2020.08 제8대 서울특별시 도봉구의회 후반기 복지건설위원회 위원장
- 2020.08 ~ 2022.06 제8대 서울특별시 도봉구의회 후반기 복지건설위원회 위원

## 역대 선거 결과
| 실시년도 | 선거      | 대수 | 직책   | 선거구      | 정당         | 득표수    | 득표율          | 순위         | 당락 | 비고           |
| -------- | --------- | ---- | ------ | ----------- | ------------ | --------- | --------------- | ------------ | ---- | -------------- |
| 2018년   | 지방 선거 | 8대  | 구의원 | 서울 도봉구 | 더불어민주당 | 105,496표 | \| \| 62.11% \| | 비례대표 1번 |      | 초선, 민선 7기 |
|          | 62.11%    |      |        |             |              |           |                 |              |      |                |